# Luanchuanraptor

Luanchuanraptor (лат.) («вор из Луаньчуаня») — род ящеротазовых динозавров семейства дромеозаврид, группы теропод, живших в позднем меловом периоде на территории современного Китая. Род описан на основании частичного скелета, найденного в геологической формации Qiupa в уезде Луаньчуань, провинция Хэнань. Этот среднеразмерный дромеозаврид — первый азиатский дромеозаврид, найденный не на территории пустыни Гоби или северо-восточного Китая. Окаменелости динозавра каталогизированы как 4HIII-0100 в Геологическом музее Хэнань, и включают четыре зуба, лобную кость, шейный позвонок, один или два грудных позвонка, семнадцать позвонков хвоста, рёбра, шевроны, плечевую кость, коготь и кости пальцев, частично кости тазового пояса, и другие фрагментарные кости дромеозаврид схожего размера. Типовой вид — Luanchuanraptor henanensis, описанный Ч. Лю и др. в 2007 году.